# Plebejus uclensis
Plebejus uclensis är en fjärilsart som beskrevs av Melcón 1910. Plebejus uclensis ingår i släktet Plebejus och familjen juvelvingar. Inga underarter finns listade i Catalogue of Life.